# راس کانوی (بازیگر)
راس کانوی (انگلیسی: Russ Conway; ۲۵ آوریل ۱۹۱۳ – ۱۲ ژانویهٔ ۲۰۰۹) بازیگر اهل ایالات متحده آمریکا بود.
از فیلم‌ها یا برنامه‌های تلویزیونی که وی در آن نقش داشته‌است می‌توان به وارثه، جفتک زنی در ژاپن، تاماهاوک، کشتار روز ولنتاین، ابوت و کاستلو به مریخ می‌روند، و شش محکوم من اشاره کرد.

## مرگ
کانوی در لاگونا وودز، کالیفرنیا درگذشت.